# Bensdorf
Bensdorf is een gemeente in de Duitse deelstaat Brandenburg en maakt deel uit van de Landkreis Potsdam-Mittelmark.
Bensdorf telt 1.235 inwoners.

## Kernen
De gemeente bestaat uit de volgende kernen:
- Altbensdorf
- Herrenhölzer
- Neubensdorf
- Vehlen
- Wolterdorf

Bad Belzig ·
Beelitz ·
Beetzsee ·
Beetzseeheide ·
Bensdorf ·
Borkheide ·
Borkwalde ·
Brück ·
Buckautal ·
Golzow ·
Görzke ·
Gräben ·
Groß Kreutz (Havel) ·
Havelsee ·
Kleinmachnow ·
Kloster Lehnin ·
Linthe ·
Michendorf ·
Mühlenfließ ·
Niemegk ·
Nuthetal ·
Päwesin ·
Planebruch ·
Planetal ·
Rabenstein/Fläming ·
Rosenau ·
Roskow ·
Schwielowsee ·
Seddiner See ·
Stahnsdorf ·
Teltow ·
Treuenbrietzen ·
Wenzlow ·
Werder (Havel) ·
Wiesenburg/Mark ·
Wollin ·
Wusterwitz ·
Ziesar